# Collision aérienne de Sioux Lookout
La collision aérienne de Sioux Lookout s'est produite le 1er mai 1995, lorsqu'un Fairchild Metroliner de la compagnie aérienne canadienne Bearskin Airlines est entré en collision en plein vol avec un Piper PA-31 Navajo d'Air Sandy, à environ 19 km au nord-ouest de l'aéroport de Sioux Lookout, dans l'Ontario, au Canada, ne laissant aucun survivant parmi les 8 personnes à bord des deux appareils. Le Metroliner, qui effectue le vol 362, s'écrase dans le lac Seul, tandis que le Piper PA-31, qui assure le vol 3101, s'écrase dans la forêt voisine.
L'accident a été suivi d'une longue enquête de la part du Bureau de la sécurité des transports du Canada (BST), qui a conduit à plusieurs changements important au sein de l'aviation civile canadienne.

## Contexte

### Vol Bearskin Airlines 362
Le vol 362 de Bearskin Airlines est exploité par un Fairchild SA227-DC Metro 23 immatriculé C-GYYB (numéro de série CC-827B), âgé de deux ans et totalisant 3 200 heures de vol. Cet avion de transport régional était équipé de deux turbopropulseurs, de type Garrett TPE331-11U-612G, recevant chacun une hélice fabriquée par McCauley Propeller Systems.
À bord de ce vol se trouvent un commandant de bord, un copilote et un unique passager. Le commandant de bord, âgé de 27 ans, totalise 7 330 heures de vol, dont 580 heures sur Metroliner. Le copilote, âgé de 30 ans, compte 2 810 heures de vol, dont 355 heures sur Metroliner.

### Vol Air Sandy 3101

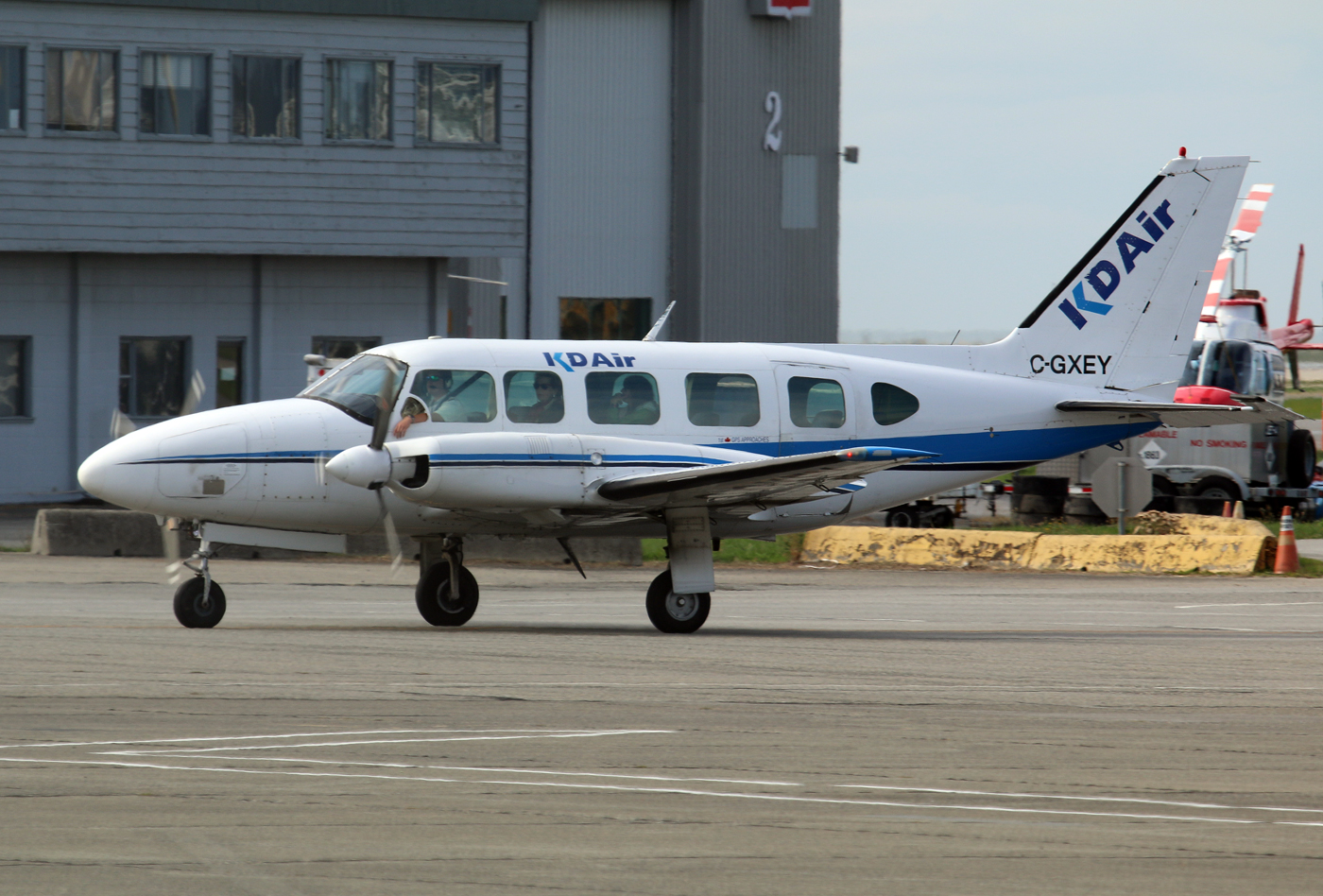
Un Piper PA-31 Navajo, semblable à celui impliqué dans l'accident.

Le vol 3101 d'Air Sandy est effectué par un Piper PA-31-350 Navajo vieux de 19 ans, immatriculé C-GYPZ et totalisant 6 784 heures de vol. Il était propulsé par deux moteurs 
Lycoming TIO-540, avec deux hélices conçues par Hartzell Propeller.
Cinq jours auparavant, le 26 avril, le pilote automatique et le transpondeur a été réparés et, le 28 avril, l'avion a subi une inspection de maintenance d'une durée de 100 heure.
À bord se trouvent un unique pilote et quatre passagers. Le pilote, âgé de 29 ans et qui a alors le grade de commandant de bord, cumule 1 250 heures de vol à son actif, dont 1 000 heures sur Piper Navajo.

### Aéroport
L'aéroport de Sioux Lookout comptait deux spécialistes de l'information de vol (en), plutôt qu'un contrôleur aérien. L'un d'eux était affecté à l'observation des conditions météos et l'autre aux communications radio. Le spécialiste de l'information de vol responsable des communications était alors âgé de 32 ans, comptant 7 ans d'expérience et ayant effectué 6 heures de vol lors de son dernier quart de 12 heures sur un horaire de trois jours avec alternance.

## Déroulement des faits
Le vol 362 a quitté l'aéroport de Red Lake à 13 h 00 HAC, en direction de Sioux Lookout, pour un vol effectué selon les règles de vol aux instruments (IFR). À environ 55 km  au nord de l'aéroport de Sioux Lookout, l'équipage a reçu l'autorisation du centre de contrôle régional de Winnipeg (en) (CCR) d'amorcer son approche, qui a ensuite informé la station d'information de vol (en) (FSS) de Sioux Lookout de l'arrivée du vol à 13 h 15. L'avion a intentionnellement attendu 70 secondes avant de contacter la FSS de Sioux Lookout, afin de sortir des nuages et d'obtenir l'autorisation de passer en vol VFR.
Pendant ce temps, le vol 3101, alors en route vers Red Lake, a décollé de Sioux Lookout et a signalé avoir quitté la zone de contrôle de l'aéroport. Le vol 362 a finalement établi le contact avec la FSS à 13 h 27, à 25 km de l'aéroport. Aucun des deux avions n'a contacté la FSS ou le CCR par la suite.
À 13 h 28 environ, alors que les deux avions étaient sur une trajectoire de collision, avec une vitesse de rapprochement de 400 nœuds (740 km/h), quelques secondes seulement avant l'impact, le pilote du vol 3101 a repéré le vol 362 et a commencé un virage serré à gauche pour tenter de l'éviter. Cependant, il était déjà trop tard et l'aile droite du Piper est entrée en contact avec le nez et l'hélice droite du Metroliner, à un angle de 45°. Alors que l'hélice s'est brisée et que le moteur droit s'est arraché, l'aile droite du Piper a tranché l'aile droite du Metroliner, se détruisant au passage. Les ailes des deux avions, qui contenaient les réservoirs de carburant, ont explosé lors de l'impact, laissant les deux avions en feu alors qu'ils entamaient un plongeon vertical incontrôlable vers le sol.

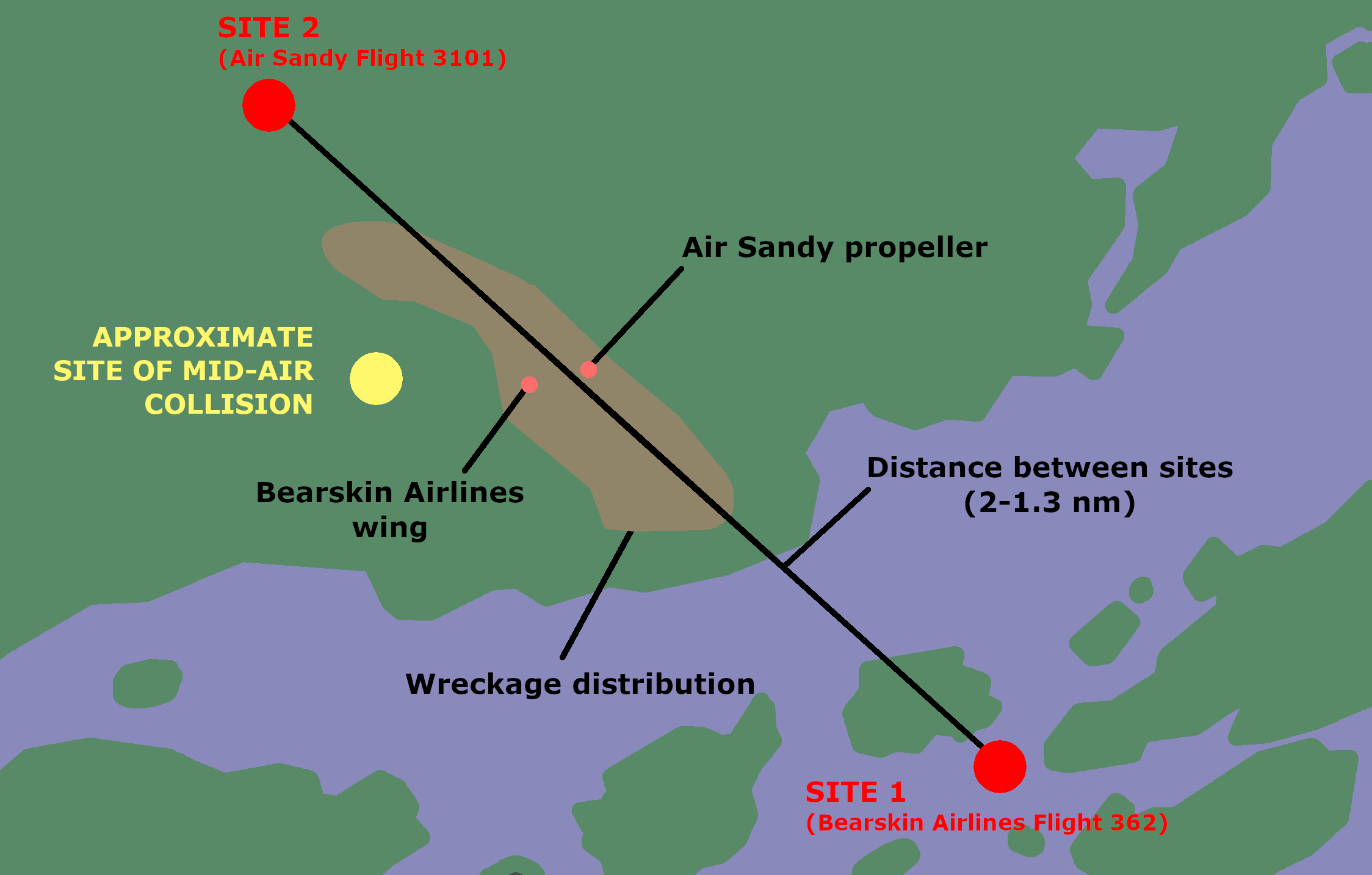
Carte représentant l'emplacement des différents débris de la collision, ainsi que les sites de crash des deux avions.

Après l'accident, le pilote du vol 305, un autre avion de Bearskin Airlines présent dans la région, a contacté la FSS et a déclaré qu'il venait d'observer une flash lumineux dans le ciel, ainsi que des morceaux d'avion en flammes tombant au sol. Lorsque les tentatives de contacter les deux appareils ont échoué, un avion de recherche et sauvetage, ayant décollé de Trenton, et un hélicoptère du ministère des Richesses naturelles et des Forêts de l'Ontario ont été dépêchés pour rechercher l'avion.
Une fois arrivé, il a été confirmé que l'incendie provenait de l'épave du vol 3101, et la présence d'une nappe de kérosène dans le lac Seul a révélé l'emplacement de l'épave du vol 362, à 9 m sous la surface de l'eau. Un hydrophone a été utilisé pour localiser et récupérer l'enregistreur de paramètres (FDR) et l'enregistreurs phonique (CVR) du Metroliner. Les débris des deux avions ont été retrouvés sur une zone d'environ 2 400 m de long sur 800 m de large.
Initialement, seuls la mort de trois passagers du vol 3101 a pu être confirmé, tandis que l'autre passager et le pilote du Piper et les trois occupants du vol 362 ont été portés disparus. Finalement, le lendemain de la collision, les corps de toutes les personnes à bord des deux avions ont été retrouvés, confirmant le fait que l'accident n'a laissé aucun survivant. Par la suite, cette catastrophe a reçue une large couverture médiatique dans les médias locaux de Sioux Lookout et de Thunder Bay.

## Causes de l'accident
Dans le rapport du Bureau de la sécurité des transports du Canada (BST), la conclusion finale concernant les causes de cette collision aérienne indique qu'aucun des deux équipages n'a été directement alerté de la présence de l'autre avion par le spécialiste de l'information de vol ou par l'équipement électronique embarqué à bord, et que les pilotes se soient fiés à leur GPS sans tenir compte des imprécisions sur le plan latéral de cet appareil.
L'écoute des communications radios étant de la responsabilité des pilotes, l'accident ne peut être imputée entièrement au spécialiste de l'information de vol. Pour compliquer encore davantage leurs tâches, l'aéroport de Sioux Lookout ne disposait pas d'écran radar ; ils se fiait plutôt à un tableau de pointage physique et aux rapports de position transmis par les pilotes par radio pour déterminer la position approximative de chaque avions.

## Conséquences
À la suite de cet accident, Bearskin Airlines a exigé que tous ses appareils volent à une vitesse inférieure à 150 nœuds (277 km/h) lorsqu'ils naviguent à moins de 10 km de l'aéroport de Sioux Lookout. Le nouveau règlement de l'aviation canadien, entré en vigueur en 1996, exige que le commandant de bord d'un aéronef évoluant selon les règles de vol VFR soit tenu d'appeler au moins 5 minutes avant d'entrer dans la zone de l'aéroport.
Une recommandation a été adressée à Transports Canada afin d'évaluer l'utilisation de systèmes plus modernes affichant des données radar pour aider les spécialistes de l'information de vol à identifier et à prévenir les éventuelles collisions. Une autre recommandation a été formulée pour l'élaboration d'une procédure de séparation sécuritaire entre les aéronefs à l'aide du GPS. Ces deux recommandations ont par la suite été acceptées par Transports Canada.